# الحويجلة (مسورة)

تعديل مصدري - تعديل

الحويجلة هي إحدى قرى عزلة الطرثور بمديرية مسورة التابعة لمحافظة البيضاء، بلغ تعداد سكانها 23 نسمة حسب تعداد اليمن لعام 2004.